# Жак дьо Ларозиер
Жак дьо Ларозиер дьо Шанфьо (на френски: Jacques de Larosière de Champfeu) е френски финансист.
Той е роден на 2 ноември 1929 г. в Париж. През 1950 г. завършва Парижкия институт за политически изследвания, а през 1958 г. – Националното административно училище, след което дълги години заема длъжности във френското финансово министерство.
От 1978 до 1987 г. е управляващ директор на Международния валутен фонд, а след това става управител на Банк дьо Франс. През 1993 г. след скандалите и отстраняването на Жак Атали оглавява Европейската банка за възстановяване и развитие, като остава неин президент до 1998 г.